# Alexis Kyrou
Alexis Kyrou (griechisch Αλέξης Κύρου, * 24. Juli 1901 in Athen; † September 1969) war ein griechischer Diplomat.

## Leben
Sein Vater Adonis Kyrou (Άδωνις Κύρου), ein Zyprer, in Nikosia geboren, war von 1899 bis 1918 Besitzer und Herausgeber der Athener Zeitung Estia. Alexis Adonidos Kyrou studierte Rechtswissenschaft an den Universitäten Athen und Paris.
1923 trat er in den auswärtigen Dienst Griechenlands. Von 1926 bis 1927 war er Gesandtschaftssekretär bei der griechischen Legation beim Völkerbund in Genf. In den Amtsperioden von Andreas Michalakopoulos als Außenminister von 1926 bis 1927 und 1929 bis 1930 war er dessen Privatsekretär.
Zwischenzeitlich von 1928 bis 1929 war er Generalkonsul in Konstantinopel. 1930 wurde er zum griechischen Generalkonsul in Limassol ernannt.
Am 24. Oktober 1931, auf dem Höhepunkt der inselweiten Unruhen, wurde er im Einvernehmen mit der britischen Regierung zur Persona non grata erklärt. Er hatte enge Beziehungen mit Makarios III., zu dieser Zeit Bischof von Kition, und anderen nationalistischen Agitatoren innerhalb und außerhalb des Legislativrates der Insel geknüpft.
Von 1932 bis 1936 war Kyrou Gesandtschaftssekretär in Berlin. Bis 1938 wurde er in Belgrad beschäftigt.
Von August bis Oktober 1940 sandte ihn Ioannis Metaxas nach Berlin.
Von 1939 bis zur Besetzung Griechenlands 1941 war Kyrou Abteilungsleiter im Griechischen Außenministeriums in Athen. Nach der Befreiung Griechenlands war er Generalsekretär der griechischen Delegation bei der Pariser Friedenskonferenz 1946. Ab 1946 vertrat er die Griechische Regierung bei der Generalversammlung der Vereinten Nationen, 1949 wurde er ebenda Vorsitzender des Verwaltungs- und Haushaltsausschusses.
Von 1947 bis 1950 war er der erste ständige Vertreter der griechischen Regierung nächst dem UNO-Hauptquartier in New York City. Innerhalb dieser Amtszeit, von 1952 bis 1953, nahm Griechenland das erste Mal einen der nichtständigen Sitze im Sicherheitsrat der Vereinten Nationen ein. Kyrou nutzte diese Funktion, um den Anschluss Zyperns an Griechenland zu propagieren, was nicht zuletzt zur Durchführung einer Volksabstimmung durch die Kirche von Zypern über die Angliederung Zyperns an Griechenlands Enosis-Volksabstimmung von 1950 führte.
1954 trat Kyrou als Generaldirektor im Außenministerium in Athen zurück, mit der Begründung, dass die griechische Regierung nicht seinen Vorstellungen entsprechend, auf ein Einknicken von John Foster Dulles bei einer Abstimmung in Bezug auf den Zypernkonflikt reagiert habe.
Im Januar 1964 entsandte ihn die Regierung Georgios Papandreou als Botschafter nach Bonn. In dieser Funktion wirkte er von 1967 bis Ende 1968 während der Griechischen Militärdiktatur.
Kyrou war der Bruder von Achileus, des Herausgebers und Mitbesitzers der Athener Zeitung Estia.
Kyrou war verheiratet und hatte eine Tochter.